# どうぞ安らかに
『どうぞ安らかに』（どうぞやすらかに）は、日本テレビにより制作され、同局のドラマ枠で放送されたサスペンスドラマシリーズである。全4回。主演は伊東四朗。
「火曜サスペンス劇場」において、2001年から2003年までに3作品が放送された。
第4作も火曜サスペンス劇場枠で放送するために2005年に制作されたが、諸般の事情でお蔵入りした。その後火曜サスペンス劇場は新2時間ドラマ枠「DRAMA COMPLEX」に切り替わったため、同枠で2005年12月20日、「たそがれ葬儀屋探偵の災難」と改題の上で放映された。

## 概要
お年寄りの原宿・巣鴨を舞台に、伊東四朗演じる主人公が殺人事件の謎を解いていく、下町ムード溢れる人情サスペンス。
殺人事件が発生し、被害者の葬儀を龍三が代表を務める葬儀屋が執り行う。
第2作では被害者の火葬後に見つかった「あるもの」が犯人特定の手掛かりとなる。
各作品同士の繋がりはないパラレルワールド的な作品となっている。作品ごとに主人公や主要キャストの苗字が変わっているほか、社名も「荒木葬儀社」→「みかさ典礼」→「東花（とうはな）葬儀社」になっている。

## キャスト

### 主要人物
荒木龍三（第1作） / 瀬田龍三（第2作以降）
演 - 伊東四朗
東京の巣鴨にある葬儀社代表。アパート経営も行っている。遊び仲間たちと内緒でスナックへ出かけるため、峰子にバレる度に説教を喰らっている。
第3作以降は経営から引退して保護司のボランティアをし、元映写技師という設定が追加されている。
荒木峰子（第1作） / 瀬田峰子（第2作） / 河合峰子（第3作以降）
演 - 榊原郁恵
龍三の娘。
第2作では小学校時代の親友だったシングルマザーが殺人事件の被害者となって大きなショックを受ける。同作のラストで、守との間に第1子を妊娠。
第3作以降は龍三の葬儀屋を引き継いだという設定。
荒木守（第1作） / 瀬田守（第2作） / 河合守（第3作以降）
演 - 中本賢
峰子の夫。
第2作までは婿養子の設定。
夫婦仲はいいが、義父と妻の板挟みになりがち。

### 龍三の近所の人々
直井繁太郎
演 - 織本順吉（1・2）
元国鉄マン。すでに子どもは独立している。
野々村栄吉
演 - 斎藤晴彦（1・2）
元中華料理屋。妻と3年前に死別。
三輪拓造
演- 高橋元太郎（1・2）
元工務店経営。妻の介護をしている。
徳田
演 - 松金よね子（3・4）
世話焼き。龍三からは煙たがられている。
篠原学
演 - 犬塚弘（3・4）
龍三と同じく保護司を務める。前職は刑事。通称は「シノさん」。
滝沢卓次
演 - 石倉三郎（3・4）
龍三が経営するアパートの住人。工事現場の監督。

### ゲスト
第1作（2001年）
- 有田伸也（花屋の2代目） - 八嶋智人
- 高島睦美（スナック「キュー」ママ・殺人被害者）- 濱田のり子
- 刑事 - 外波山文明、金井良信
- しのぶ - 千寿えつ子
- ギャル（喫茶店の客） - 小原正子
- エリ
- 大森貴志（「銀だこ」店長） - 高橋和也
- 高島清子（睦美の母・喪主） - 五月晴子
- マンション管理人 - 水野あや
- 海一生
- 犬塚修（香典泥棒・貴志の実父） - すまけい

第2作「遺骨の灰に残る不燃物は教育ママ殺害の証拠品？母の夢が重荷の家出少年の心の闇」（2002年）
- 長谷川正俊（忠と慎一の家庭教師） - 池田政典
- 南さやか（栄養士兼ホステス・源氏名「純子」） - 西初恵
- 田中（大塚東署刑事） - 下元史朗
- 原（大塚東署刑事） - 永倉大輔
- 檜尾健太
- 内田忠（敏夫と真奈美の息子） -  佐保祐樹
- 南慎一（さやかの息子・忠の親友） - 松永智
- 三輪（拓造の孫） - 高橋快聖
- 井上麻美
- 孔雀王のママ - 清水めぐみ
- 南朋子（さやかの母・耕一の妻） - 服部美也子
- 南耕一（さやかの父・福島在住） - 山本清
- 内田敏夫（孔雀王の常連） - 勝村政信
- 内田真奈美（敏夫の妻） - 秋本奈緒美

第3作「殺された老婦人の遺産　相続人は仮出所の家政婦」（2003年）
- 相原信子（真二の妻） - 木村理恵
- 相原真二（正子の甥・失業中） - 松澤一之
- 野村（弁護士） - 朝倉伸二
- 井原（巣鴨中央署刑事） - 柏進
- 山川静香（龍三が最初に担当した受刑者） - あじゃ
- 田口（加藤製作所 工員） - 飯島大介
- 北島昭夫（清美に刺殺された男） - 有薗芳記
- 加藤勤（清美の養父・加藤製作所の経営者） - 不破万作
- 堂本（巣鴨中央署刑事） - 出光元
- 笑美（スナック「笑美」のママ） - 神保美喜
- 山崎正子（殺人被害者） - 馬渕晴子
- 加藤清美（龍三が担当する仮出所者） - 石野真子

ノンクレジット
- 北島浩一郎（建設会社社長・昭夫の父） - 高松英郎

第4作「たそがれ葬儀屋探偵の災難」（2005年）
- 香田辰男（香田写真館の経営者・里子の父） - 小林勝彦
- 黒川純一（黒川恒産商事社長・美由紀の婿） - 飯田基祐
- 刑事 - 平良政幸、嶋田豪
- 刑務官 - 古郡雅浩
- 主婦 - 児玉美智子
- 福島健太（善行と里子の息子） - 椿泰我
- 予告ナレーター - 平野義和
- 黒川英吾（黒川恒産商事会長・映画好き） - 石田太郎
- 黒川美由紀（英吾の娘・峰子と里子の元同級生） - 渡辺典子
- スナック「リズ」ママ - 芦川よしみ
- 福島善行（元窃盗犯・仮出所中） - 渡辺いっけい
- 福島里子（善行の妻） - 熊谷真実

ノンクレジット
- オサム（善行の元悪仲間）- 山本竜二

## スタッフ
- 企画
  - 酒井浩至（日本テレビ）
- プロデュース
  - ジャパンヴィステック - 木川康利、粕川今日子（2-）
  - 日本テレビ - 佐光千尋、金田和樹（4）、高橋秀明（4）
- 脚本 - 水谷龍二、下村優（2）
- 音楽 - 川村栄二
- オープニングテーマ（第4作） - 「フェニックス」  布袋寅泰 （東芝EMI）
- エンディングテーマ（第4作） - 『コンフェッションズ・オン・ア・ダンスフロア』より「FORBIDDEN LOVE」  マドンナ （ワーナーミュージック・ジャパン）
- 助監督 - 金佑彦（4）
- 監督 - 下村優（1.2）、吉本潤（3）、梶間俊一（4）
- 製作著作 - ジャパンヴィステック

## 放送日程
| 話数 | 放送日         | サブタイトル                                                                                           | 脚本            | 監督     |
| ---- | -------------- | --- | --------------- | -------- |
| 1    | 2001年06月05日 | | 水谷龍二        | 下村優   |
| 2    | 2002年09月10日 | 彼女を殺したのは誰!? 遺骨の灰に残る不燃物は教育ママ殺害の証拠品? 母の夢が重荷の家出少年の心の闇        | 水谷龍二 下村優 | 下村優   |
| 3    | 2003年08月12日 | つぐないとは家族とは何か? 殺された老婦人の遺産相続人は仮出所の家政婦 古い8ミリ映画に刻まれた出生の秘密 | 水谷龍二        | 吉本潤   |
| 4    | 2005年12月20日 | 父と娘の儚い夢は懐かしのスクリーンの想い出 泥棒稼業はやめられない？ 下町父さんが見た出所男の苦難の人生 | 水谷龍二        | 梶間俊一 |